# ليوناردو مورايس
ليوناردو مورايس (بالبرتغالية: Leonardo Moreira Morais‏) (3 أكتوبر 1991 في البرازيل - ) هو لاعب كرة قدم برازيلي في مركز الظهير. لعب مع أتلتيكو باراناينسي ونادي إنترناسيونال ونادي فلامنغو ونادي فيتوريا.

## وصلات خارجية
- ليوناردو مورايس على موقع قاعدة بيانات كرة القدم.إي يو (الإنجليزية)
- ليوناردو مورايس على موقع Soccerway.com (الإنجليزية)
- ليوناردو مورايس على موقع AS.com (الإسبانية)